# Petr Neužil
Petr Neužil (* 1. února 1962 Praha) je český kardiolog, primář Kardiologického oddělení Nemocnice Na Homolce.

## Život
Petr Neužil se narodil v Praze, jeho rodiče byli geologové. Během studia na gymnáziu začal vydávat školní časopis a psát povídky, původně chtěl být spisovatelem.
Vystudoval Fakultu všeobecného lékařství UK v Praze. Praxi na patologii během nultého ročníku považuje za „neocenitelnou školu života“, která mu pomohla vyřešit otázku, co chce v životě dělat. Získal atestaci 1. stupně v oboru všeobecné lékařství a specializační atestaci v oboru kardiologie. V roce 2001 získal titul CSc., habilitoval v roce 2008 na 1. lékařské fakultě UK v Praze. Specializuje se na problematiku katetrizačních ablací srdečních arytmií.
V roce 2007 založil první robotizační katetrizační oddělení v České republice v Nemocnici na Homolce a experimentální laboratoř pro srdeční elektrofyziologii. V roce 2009 se stal primářem kardiologického oddělení Nemocnice Na Homolce.
Prof. Neužil a jeho tým provedli některé zákroky na srdci jako první na světě, např. laserovou ablaci fibrilace síní (2005) nebo implantaci bezdrátového intrakardiálního kardiostimulátoru (2012).
Účastní se odborných akcích zaměřených na srdeční elektrofyziologii. Přednáší, spolupracuje se zahraničními kardiologickými týmy, věnuje se pedagogické činnosti a publikuje v mezinárodních časopisech. Seznam Clarivate Highly Cited Researchers 2024 jej zařadil mezi jedno procento nejcitovanějších vědců světa, jako jednoho ze sedmi takových vědeckých pracovníků působících v českých institucích.

### Osobní život
Petr Neužil je ženatý, má dvě děti a dvě vnoučata.

## Ocenění
- Jeseniova cena

## Dílo
- V zákulisí srdce, Kniha Zlín, 2020, ISBN 978-80-7662-056-8
- V hlavní roli srdce, Kniha Zlín, 2022, ISBN 978-80-7662-438-2
- Petr Neužil; Petr Ošťádal; Zita Marešová a kol.: Praktický průvodce současnou kardiologií, EEZY Publishing, 2022, ISBN 978-80-908638-2-8